# Brixton
Brixton és un barri del districte londinenc de Lambeth, a la zona sud de Londres. Està confrontant amb Stockwell, Clapham Common, Streatham, Camberwell, Tulse Hill i Herne Hill. Brixton té una barreja de residents, variant des de la gent que porta vivint a Brixton generacions fins als nous habitants que s'han traslladat a Brixton gràcies a la nova imatge en voga que Brixton projecta. Brixton és un una comunitat multiètnica, amb al voltant del 24% de la seva població d'ascendència africana i/o caribenya, donant lloc a la creació de Brixston com la capital no oficial de la comunitat afro-caribenya de Londres.